# Epilampra cinerascens
Epilampra cinerascens är en kackerlacksart som beskrevs av Brunner von Wattenwyl 1865. Epilampra cinerascens ingår i släktet Epilampra och familjen jättekackerlackor. Inga underarter finns listade i Catalogue of Life.